# 即興曲第3番 (フォーレ)
ガブリエル・フォーレの即興曲第3番（そっきょうきょくだいさんばん）変イ長調 作品34は、1883年に作曲されたピアノ独奏曲。
Allegro
ソナタ形式に近いロンド形式。4分の2拍子。
作曲者の追求した斬新な和声と落ち着いた気品とが均衡をとっている。冒頭はAs-Es-As-C, F-Des-B-Asの繰り返し16分音符の上に右手がD-Es-F-As-G-B-Asの歌謡的旋律を歌う。右手よりも左手アルペジョにE、A、Hの非和声音がたくみに組み込まれ、曲想の気品を崩さない演出になっている。第2主題は再度繰り返される。最後は第1主題が半音階的な不安定さを伴ってコーダを形成し、華やかさと神秘さの中に終わる。